# Rue Jan-Palach
La rue Jan-Palach est une voie de la commune de Reims, située au sein du département de la Marne, en région Grand Est.

## Situation et accès
La rue entoure un square.

## Origine du nom
Elle porte ce nom pour commémorer Jan Palach.

## Historique
Elle porte sa dénomination actuelle depuis 1981.

## Bâtiments remarquables et lieux de mémoire

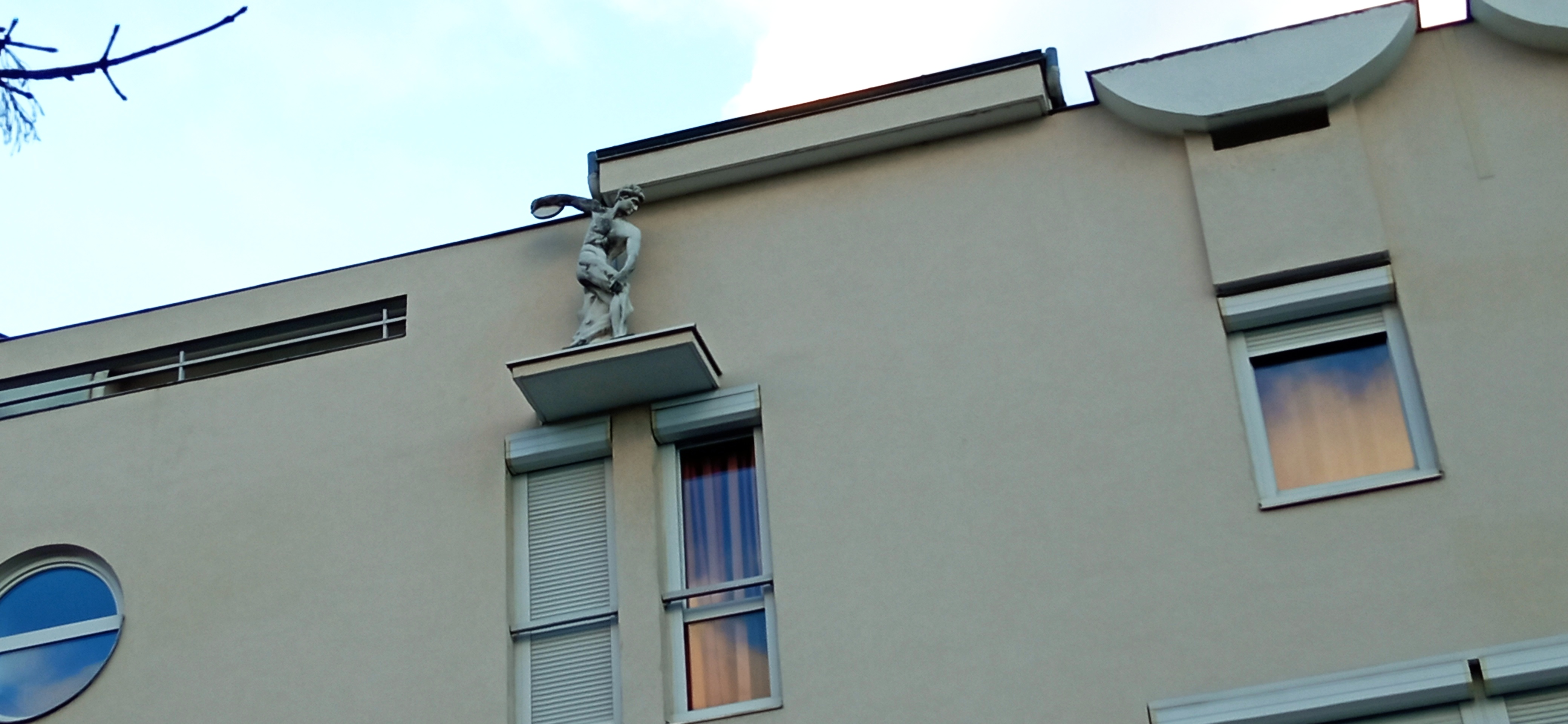
Décoration
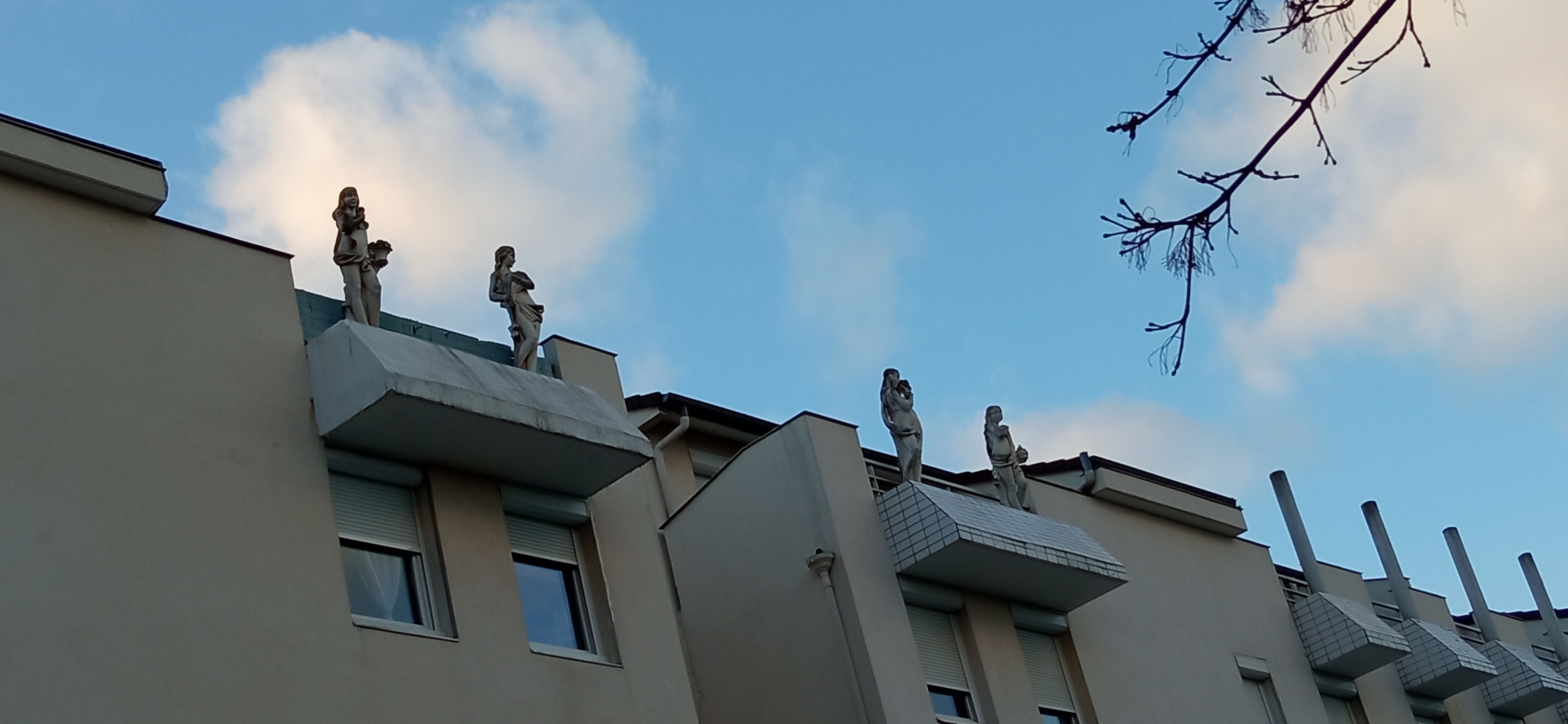
des bâtiments.